# Biennal de ceràmica d'Esplugues Angelina Alós
Concurs internacional de ceràmica organitzat per l'Ajuntament d'Esplugues de Llobregat de manera bianual. El certamen rep el nom de la ceramista Angelina Alòs i Tormo qui fou una de les seves principals impulsores.

## Història
El concurs va néixer l'any 1986 amb el nom de Premi de Ceràmica Vila d'Esplugues,un certamen anual de ceràmica de creació amb l'objectiu de donar a continuar la tradició ceramista de la ciutat. Fins a l'any 1992 es convoca de manera anual, moment en què passa a ser bianual.
L'any 1998 en la desena edició del certament es canvia el nom pel de Biennal de ceràmica d'Esplugues Angelina Alós, en homenatge a la cèlebre ceramista que havia estat una de les grans impulsores del concurs i jurat en totes les edicions anteriors.
L'any 2002 en la dotzena edició s'actualitzen els noms del guardons substituint els tradicionals primer, segon i tercer lloc pels premis Ciutat d'Esplugues, Angelina Alós i Pujol i Bausis respectivament.
Coincidint amb la crisi econòmica, es van cancel·lar l'edició corresponent a l'any 2010, i va ser un l'any 2012 quan l'ajuntament va tornar a convocar el concurs de ceràmica contemporània amb importants canvis: la gestió de la Biennal va passar directament als Museus d'Esplugues de Llobregat, situant el seu centre neuràlgic en el Museu Can Tinturé. També va ser en l'edició de 2012 quan el certamen pren dimensió internacional.
En l'edicio de 2014 i col·laboració amb l'Associació Ceramistes de Catalunya neix PostCreacions una exposició seqüela de la Biennal que torna ajuntar als artistes premiats un any després per presentar noves obres a la seu de l'associació en un mostra col·lectiva.
L'edició de 2016 va obtenir el rècord de participació i va suposar la seva consolidació a nivell internacional, tot coincidint amb el 47 Congrés de l'Acadèmia Internacional de Ceràmica celebrat a Barcelona.
L'any 2020 estava prevista la celebració de la 20 edició que es va posposar degut a la COVID 19.

## Obres guanyadores i seleccionades
Un jurat d'entre 3 i 7 membres format per personalitats amb acreditades experiència i criteri provinents del món de l'art,el disseny, la ceràmica i la crítica d'art, és l'encarregat de seleccionar les obres finalistes i guanyadores. Han format part del jurat del certament destacades figures com Xavier Corberó, Madola, Daniel Giralt Miracle, Josep Corredor Matheos, Josep Maria Cadena i Catalán, Pilar Vélez o Pilar Parcerisas i Colomer, entre d'altres.
Les peces seleccionades pel jurat s'exposen en format d'exposició temporal. Entre les edicions de 1986 i 2016 al Casal Robert Brillas d'Esplugues i des de l'any 2016 aquesta exposició forma part de la programació del Museu Can Tinturé.
Un cop finalitzada l'exposició les obres guanyadores s'exposen de manera permanent a l'Edifici Baronda d'Esplugues i passen a formar part de la col·lecció Biennal de ceràmica dels Museus d'Esplugues.